# Batsa Itsandra
Batsa Isandra är en ort i Komorerna. Den ligger i distriktet Grande Comore, i den nordvästra delen av landet, 8 km norr om huvudstaden Moroni. Batsa ligger 168 meter över havet och antalet invånare är 692.
Terrängen runt Batsa är huvudsakligen kuperad, men åt sydost är den bergig. Havet är nära Batsa åt nordväst. Runt Batsa är det tätbefolkat, med 411 invånare per kvadratkilometer. Närmaste större samhälle är Moroni, 8,2 km söder om Batsa. Omgivningarna runt Batsa är en mosaik av jordbruksmark och naturlig växtlighet.